# Avricourt (Mosella)

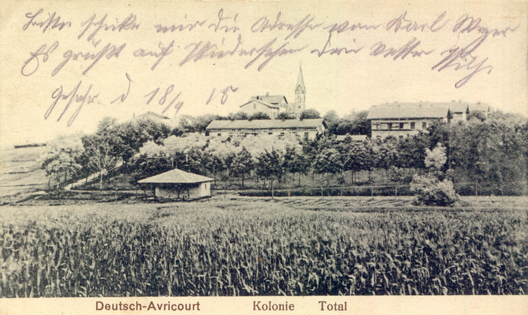

Avricourt è un comune francese di 696 abitanti situato nel dipartimento della Mosella nella regione del Grand Est.

## Società

### Evoluzione demografica
Abitanti censiti